# Ukon

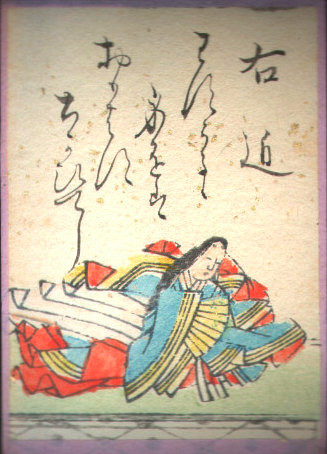
Ukon, din Ogura Hyakunin Isshu.

Ukon  (右近, Ukon?) (dată necunoscută) a fost o poetă nobilă japoneză care a trăit în timpul erei Heian. A fost asistenta soției Împăratului Daigo, Împărăteasa Fujiwara  no  Yasuko.
Abilitățile poetice au fost recunoscute în antologiile poetice Hyakunin Isshu, Gosen Wakashū între altele. Este una din Cele treizeci și șase femei imortale din poezie.